# Zabrotes spectabilis
Zabrotes spectabilis är en skalbaggsart som beskrevs av Horn 1885. Zabrotes spectabilis ingår i släktet Zabrotes och familjen bladbaggar. Inga underarter finns listade i Catalogue of Life.